# Ukraïner
Ukrainer je ukrajinský sociokulturní multimediální projekt, jehož materiály vycházejí především z realizací vlastních expedic napříč Ukrajinou.
Projekt „Ukrainer“ vytvořil v roce novinář a spisovatel Bohdan Anatolijevyč Lohvynenko jako dobrovolnický mediální projekt, kdy se tým vydal v červnu na svoji první expedici. Do konce roku 2019 se činnost týmu značně rozrostla – vznikla sbírka mediálních materiálů přeložených do devíti jazyků, byly vydány dvě knihy, natočen celovečerní dokument, byly realizovány společné národní akce s vládními partnery v řadě evropských metropolí za podpory ukrajinských diplomatů.